# Vườn quốc gia Tamborine
Vườn quốc gia Tamborine là một vườn quốc gia ở Gold Coast hinterland của South East Queensland, Australia, 45 km về phía nam Brisbane. Vườn quốc gia có diện tích 11,06 km² trên cao nguyên núi Tamborine và các đồi xung quanh. Cao nguyên này dài 8 km, rộng 5 km và có độ cao 525 mét. Khu vực bảo vệ được chia thành 14 khu bảo tồn riêng rẽ tạo thành vườn quốc gia chen lẫn với làng.